# مستودع أومايا
مستودع أومايا هو نظام قسطرة يُستخدم لارتشاف (شفط) السائل الدماغي الشوكي (CSF) من داخل البطين أو لتوصيل الأدوية (كما في حالة العلاج الكيميائي للمخ) إلى السائل الدماغي الشوكي. يتكون هذا النظام من مخزن مزروع تحت الجلد بالإضافة لقسطرة في البطين الجانبي، وذلك لتأمين عملية الحقن المتكرر إلى السائل الدماغي الشوكي. يستخدم مستودع أومايا لعلاج أورام الدماغ، حالات ابيضاض الدم، أو في حالة الإصابة بسرطان الثدي فيستخدم كعلاج تلطيفي. في الحالات التلطفية يتم الحقن بالمورفين عبر مستودع أومايا داخل بطينات الدماغ.

## التاريخ
اخترع جراح الأعصاب الباكستاني الأميركي أيوب أومايا الأداة عام 1963.
في يناير عام 2017 استخدمها الباحثون في المركز الطبي بجامعة جنوب غرب تكساس لقياس الضغط داخل الجمجمة الذي يلاحظ بانتظام في رواد الفضاء في ظروف انعدام الجاذبية.

## صور إضافية

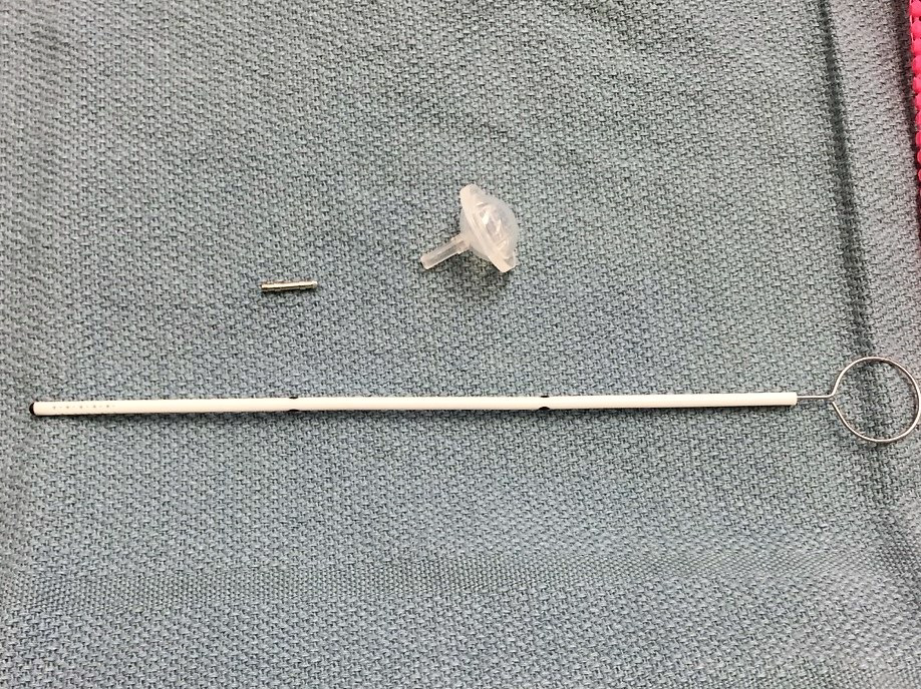
الأداة المستخدمة في مستودع أومايا
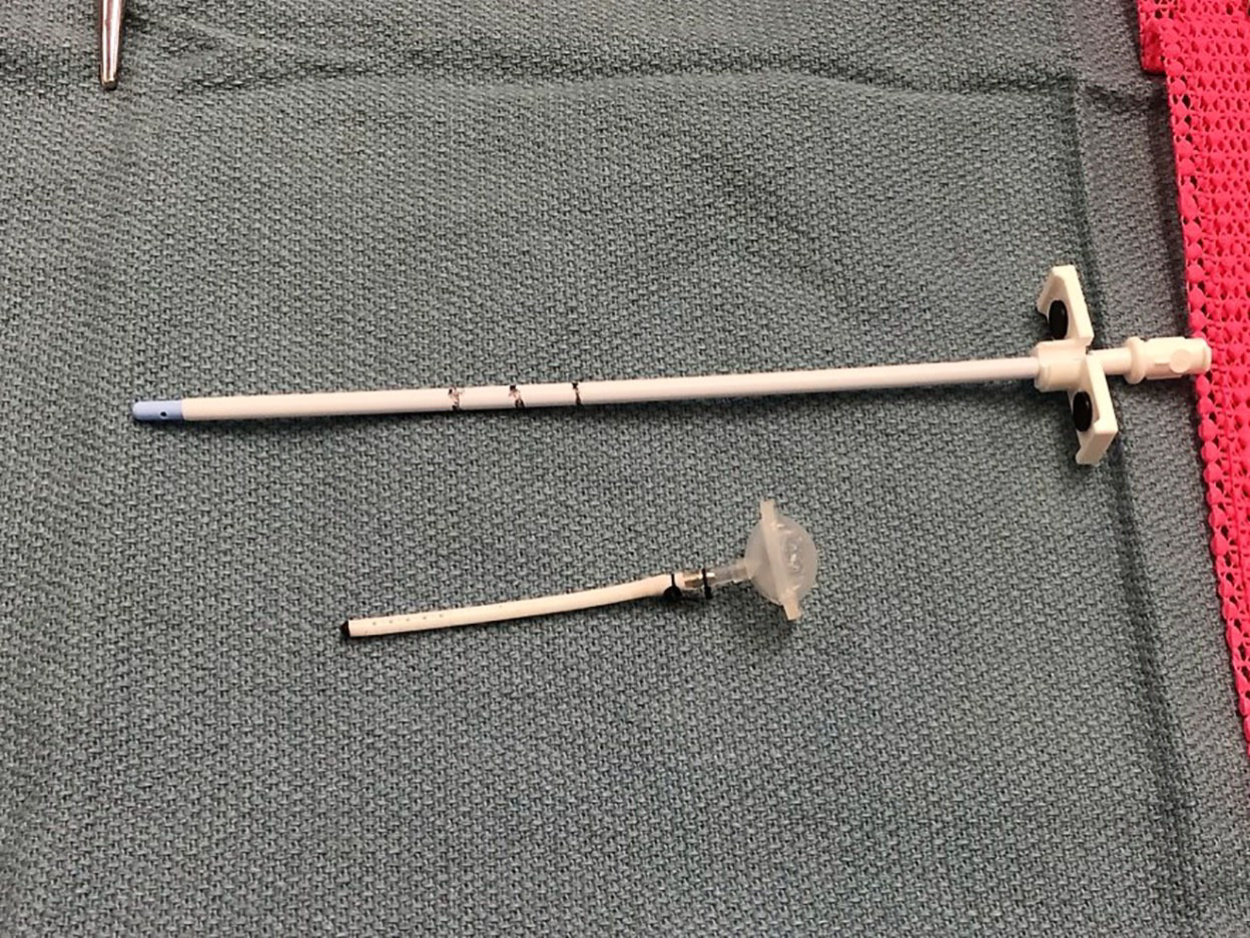
الأداة المستخدمة في مستودع أومايا